# Ricardo Sánchez
Ricardo Sánchez Alarcón, född 24 februari 1971 i Madrid, är en spansk vattenpolospelare. Han ingick i Spaniens landslag vid olympiska sommarspelen 1992.
Sánchez tog OS-silver i den olympiska vattenpoloturneringen i Barcelona. Han spelade fem matcher i turneringen.